# Córdoba CF
Córdoba Club de Fútbol is een Spaanse voetbalclub uit Córdoba in de autonome regio Andalusië.

## Geschiedenis
De club werd in 1954 opgericht na het faillissement van Real Club Deportivo Córdoba en stoomt zeer snel door naar de Primera División. Hier speelde het in het seizoen 1962/63 voor het eerst nadat in seizoen 1961-1962 Córdoba als eerste eindigde in de Segunda División A. Hier speelde Córdoba CF zeven seizoenen achter elkaar en een 5e plaats in het seizoen 1964/65 is nog altijd de hoogst behaalde positie ooit. Ondanks de hoge positie in de competitie was Córdoba uitgesloten uit de Jaarbeursstedenbeker door "infrastructurele redenen". In het seizoen heeft Córdoba een record op haar naam staan; namelijk de minst gepasseerde club thuis. Er werd twee keer gelijkgespeeld en slechts twee keer gescoord tegen Córdoba in Estadio Árcangel. Na twee jaar in de Segunda División speelt Córdoba in de Primera División in het seizoen 1971/72, nu duurt het optreden slechts een jaar. Een van de bekendste spelers van Córdoba in de vooralsnog laatste seizoen in de Primera División is Vicente del Bosque. Vanaf dat moment gaat het minder met de club, één keer nog is het dicht bij promotie naar de Primera División in 1975, later daalt de club af naar de Segunda División B en zelfs nog naar de Tercera División in 1984. In 2007 keert Córdoba CF terug in de Segunda División A na in de finale van de play-offs te hebben gewonnen van SD Huesca.  Einde seizoen 2014-2015 keerde de ploeg nog eenmaal terug naar de Primera División, maar het daaropvolgende seizoen werd een twintigste en laatste plaats behaald, en was het verblijf op het hoogste Spaanse niveau onmiddellijk gedaan.
Toen begon de regressie.  Na nog vier seizoenen in Segunda A met respectievelijk een vijfde, tiende, achttiende en eenentwintigste plaats bezet te hebben, begon de ploeg vanaf seizoen 2019-2020 in de Segunda B.  Tijdens het overgangsjaar 2020-2021 waren de resultaten zo slecht dat de ploeg wegzakte naar het vierde niveau van het Spaans voetbal, de Segunda División RFEF.  Vanaf dan ging het weer bergop, want op het einde van het seizoen 2021-2022 werd de ploeg kampioen.  Zo startte de ploeg vanaf seizoen 2022-2023 voor de eerste keer in de Primera División RFEF.
Bij het begin van het seizoen 2022-2023 was de club in totaal 4 seizoenen actief geweest in de Tercera División, 1 seizoen in de Segunda División RFEF, 1 seizoen in de Primera División RFEF, 22 seizoenen in de Segunda División B, 34 seizoenen in de Segunda División A en 9 seizoenen in de Primera División.

## Erelijst
- Segunda División A

1961/62
- Segunda División B

1994/95 en 1996/97
- Tercera División

1955/56

## Eindklasseringen
- 1954 4e
Tercera División
- 1955 4e
Tercera División
- 1956 1e
Tercera División
- 1957 4e
Segunda División
- 1958 11e
Segunda División
- 1959 8e
Segunda División
- 1960 2e
Segunda División
- 1961 9e
Segunda División
- 1962 1e
Segunda División
- 1963 12e
Primera División
- 1964 11e
Primera División
- 1965 5e
Primera División
- 1966 11e
Primera División
- 1967 12e
Primera División
- 1968 13e
Primera División
- 1969 16e
Primera División
- 1970 5e
Segunda División
- 1971 4e
Segunda División
- 1972 17e
Primera División
- 1973 13e
Segunda División
- 1974 13e
Segunda División
- 1975 4e
Segunda División
- 1976 8e
Segunda División
- 1977 15e
Segunda División
- 1978 18e
Segunda División
- 1979 17e
Segunda División B
- 1980 7e
Segunda División B
- 1981 2e
Segunda División B
- 1982 13e
Segunda División
- 1983 20e
Segunda División
- 1984 19e
Segunda División B
- 1985 2e
Tercera División
- 1986 3e
Segunda División B
- 1987 9e
Segunda División B
- 1988 5e
Segunda División B
- 1989 13e
Segunda División B
- 1990 12e
Segunda División B
- 1991 3e
Segunda División B
- 1992 11e
Segunda División B
- 1993 9e
Segunda División B
- 1994 7e
Segunda División B
- 1995 1e
Segunda División B
- 1996 4e
Segunda División B
- 1997 1e
Segunda División B
- 1998 6e
Segunda División B
- 1999 3e
Segunda División B
- 2000 12e
Segunda División
- 2001 12e
Segunda División
- 2002 13e
Segunda División
- 2003 15e
Segunda División
- 2004 15e
Segunda División
- 2005 19e
Segunda División
- 2006 6e
Segunda División B
- 2007 4e
Segunda División B
- 2008 18e
Segunda División
- 2009 13e
Segunda División
- 2010 10e
Segunda División
- 2011 16e
Segunda División
- 2012 6e
Segunda División
- 2013 14e
Segunda División
- 2014 7e
Segunda División
- 2015 20e
Primera División
- 2016 5e
Segunda División
- 2017 10e
Segunda División
- 2018 18e
Segunda División
- 2019 21e
Segunda División
- 2020 5e
Segunda División B
- 2021 5e
Segunda División B
- 2022 1e
2dr
- 2023 9e
Primera Federación
- 2024 3e
Primera Federación
- 2025 14e
Segunda División

- Primera División
- Segunda División
- Primera Federación
- Segunda División B
- Tercera División
- 2dr

## Bekende (oud-)spelers
- Carlos Arias
- Mate Bilić
- Vicente del Bosque
- José Carlos Fernández
- Mike Havenaar
- Dante López
- Javi Moreno
- Paco
- Aleksandar Pantić
- Adil Ramzi
- Miguel Reina
- Fede Vico

## Trivia
- Na de door Spanje gewonnen Finale van het wereldkampioenschap voetbal 2010 droeg reservedoelman José Manuel Reina een sjaal van Córdoba CF tijdens de vieringen in het stadion met zijn medespelers.